# 福島県道362号南福島停車場線
福島県道362号南福島停車場線（ふくしまけんどう362ごう みなみふくしまていしゃじょうせん）は、福島県福島市にある一般県道である。

## 概要

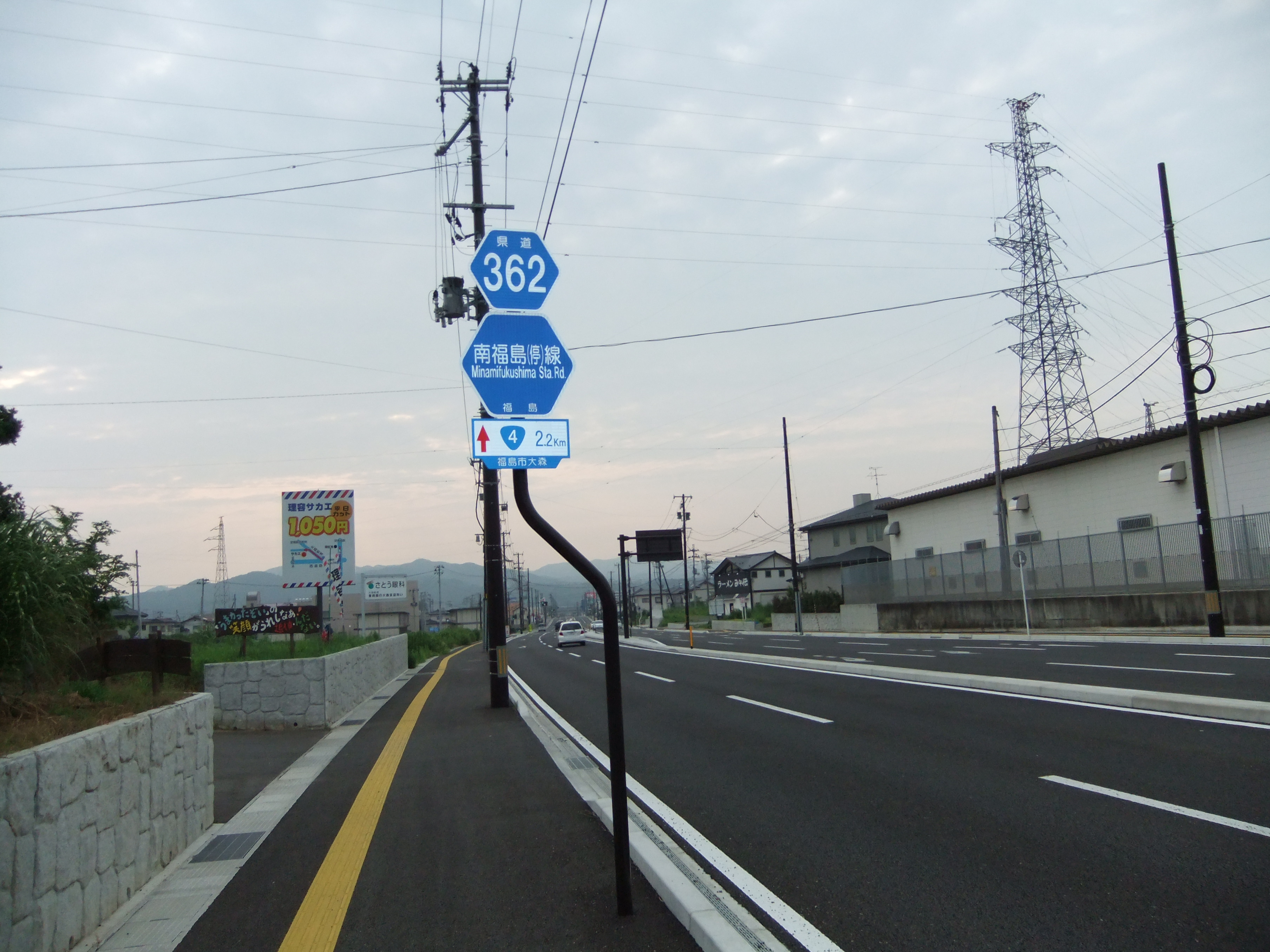
福島市大森 都市計画道路小倉寺大森線

- 起点 - 福島市永井川字壇ノ腰（JR東日本 南福島駅前）
- 終点 - 福島市荒井字地蔵原甲 国道115号交点
- 総延長 - 10.352km[1]
  - 実延長 - 10.105km
- 路線認定年月日 - 1973年3月23日[2]

従来は駅前から北側の踏切へ向かい西進する経路を取っていたが、2010年に国道4号福島南バイパスと国道13号福島西道路を結ぶ都市計画道路小倉寺大森線のうち、東北本線立体交差部分を含む福島市道47号南町浅川線（旧国道4号）から国道13号福島西道路にかけての区間が福島県の事業として工事が行われたことを受け、完成を機にルート変更が行われた。起点から東進し、市道南町浅川線と重複し北進、都市計画道路小倉寺大森線として西に進路を変え、JR東北本線をアンダーパスする経路となった。福島県道148号水原福島線（大森街道）と合分流する地点で旧経路と合流することになり、以後、福島盆地南端部の田園地帯を西進し終点に至る。都市計画道路として新規建設が行われた区間は片側2車線、その他の区間は全線片側1車線で整備されている。

### 重用区間
- 福島県道148号水原福島線（大森字下町）

## 通過する自治体
- 福島県
  - 福島市

## 接続・交差する道路
- 福島市道47号南町浅川線（旧国道4号）（伏拝字代田）
- 福島市道42号南向台黒岩線（都市計画道路小倉寺大森線）（黒岩字素利町）
- 国道13号福島西道路（大森字西ノ内）
- 福島県道148号水原福島線 福島市街地方面（大森字下町）
- 福島県道148号水原福島線 松川町水原方面（大森字下町）
- 国道115号（荒井字地蔵原甲 終点）

## 沿線
- JR南福島駅
- ふくしま未来農業協同組合杉妻支店・福島市役所杉妻支所
- ヤクルト本社福島工場
- パナソニック福島工場
- ヨークベニマル太平寺店
- 城山（大森城址公園）
- 農業・食品産業技術総合研究機構東北農業研究センター福島研究拠点
- しのぶ台ニュータウン
- 陸上自衛隊福島駐屯地
- 福島県警察機動隊
- 福島県消防学校
- アンナガーデン